# Maria Golimowska
Maria Golimowska-Chylińska, née le 28 août 1932, est une joueuse de volley-ball polonaise.

## Carrière
Maria Golimowska commence à pratiquer le volley-ball à l'âge de 16 ans.
Elle joue en équipe de Pologne féminine de volley-ball de 1955 à 1966. Elle est médaillée de bronze aux Championnats du monde 1956 et 1962 ainsi qu'au Championnat d'Europe 1958 et médaillée d'argent au Championnat d'Europe 1963.
Elle participe aux Jeux olympiques de 1964 à Tokyo et remporte la médaille de bronze avec l'équipe nationale de Pologne lors de cette compétition.
En club, elle est sacrée championne de Pologne en 1961 avec le Legia Varsovie.
Elle prend sa retraite sportive en 1971.